# Mohamed Juldeh Jalloh
Mohamed Juldeh Jalloh er en sierraleonsk politiker som har været vicepræsident for Sierra Leone siden 4. april 2018. Jalloh er politolog, forretningsmand og tidligere ansat i FN. Jalloh er medlem af partiet Sierra Leone People's Party.
Jalloh har en bachelorgrad i statskundskab fra Fourah Bay College, en mastergrad i statskundskab fra University of Ibadan i Ibadan, Nigeria og doktorgrad fra Université de Bordeaux i Frankrig.
I 2000 begyndte at arbejde som politolog for FN's mission i Kosovo. Han har også været rådgiver ved FN's stabiliseringsmission i Mali og Sahel-regionen.
Han stillede op som vicepræsidentkandidat for Julius Maada Bio ved det sierraleonske præsidentvalg i 2018 som de vandt i anden valgrunde.
Juldeh Jalloh er en troende muslim. Han er født og opvokset i Koidu i Kono-distriktet i det østlige Sierra Leone. Hans far er fra den etniske gruppe fula og hans mor er temne.